# Tokomaru (rivière)

La rivière Tokomaru  (en anglais : Tokomaru River ) est un cours d’eau de la région de Manawatu-Wanganui de l’Île du Nord de la Nouvelle-Zélande.

## Géographie
Elle prend naissance au sud-est de Shannon et coule initialement vers le nord-est en descendant la vallée à partir de la chaîne de Tararua avant de tourner au nord-ouest pour atteindre l’angle la plaine de Manawatu près de la ville de Tokomaru. De là, elle tourne au sud-ouest, atteignant le fleuve  Manawatu à 3 km au nord de  Shannon.